# О’Доннелл, Хью Роэ
Хью Роэ О’Доннелл (ирл. Aodh Ruadh mac Néill Gairbh Ó Domhnaill, англ. Hugh Roe O'Donnell; 1427 — 11 июля 1505) — король Тирконнелла и 18-й вождь клана О’Доннелл (1461—1497, 1497—1505).

## Биография
Один из пяти сыновей Нила Гарва О’Доннелла (? — 1439), короля Тирконнелла и 13-го вождя клана О’Доннелл (1422—1439). В 1461 году сыновья Нила Гарва (Хью, Конн и Эоган) одержали победу над своим кузеном и королем Тирконнелла Тойрдельбахом О’Доннеллом (1456—1461). Тойрдельбах был взят в плен, изувечен и низложен. Его брат Манус был убит вместе со многими сторонниками. Новым королем Тирконнелла был объявлен Хью Роэ О’Доннелл.
В 1464 году Хью Роэ О’Доннелл посетил Дублин, чтобы принес присягу на верность английской администрации в лице Томаса Фицджеральда, 7-го графа Десмонда и лорда-наместника Ирландии. Он оставался убежденным сторонником Йорков и поддерживал притязания претендента Перкина Уорбека против Генриха VII Тюдора. К 1496 году он раскаялся в содеянном вместе с другими гэльскими королями и лордами, которые поддерживали Уорбека.
В 1469 году король Тирконнелла Хью Роэ О’Доннелл в союзе с Рикардом Берком, правителем графства Мейо, совершил военный поход на Кланрикард и сжег город Клэр-Голуэй. Оба союзника разделил сферы влияния в графстве Слайго, поддерживая каждый одного из членов правящего клана О’Коннор. В 1476 году союзники разделили между собой графство Слайго.
26 мая 1497 года из семейной вражды Хью Роэ отказался от главенства в клане и титула короля в пользу своего старшего сына Конна О’Доннела, который был убит 19 октября того же 1497 года. После смерти своего старшего сына Хью Роэ вернулся к управлению королевством Тирконнелл.
Хью Роэ О’Доннелл скончался в 1505 году, и ему наследовал в Тирконнелле его сын Хью Дафф О’Доннелл, который также считался сильным правителем, который увеличил власть родословных в Северном Коннахте и пользовался поддержкой королевских властей в Дублине. Их совместное правление иногда считается «Золотым веком» О’Доннеллов, если сравнивать с ожесточенными спорами о престолонаследии, последовавшими в конце XVI века.
Его не следует путать с более поздним Хью Роэ О’Доннеллом (1572—1602), который был его праправнуком.
У Хью Роэ О’Доннелла было четыре сына:
- Конн О’Доннелл (? — 1497), 19-й вождь клана О’Доннелл и король Тирконнелла (1497)
- Хью Дафф О’Доннелл (? — 1537), 20-й вождь клана О’Доннелл и король Тирконнелла (1505—1537)
- Домналл О’Доннелл (? — 1515), танистри
- Доннхад О’Доннелл (? — 1503).